# Округ Санта Круз (Калифорнија)
Округ Санта Круз (енгл. Santa Cruz County) округ је у савезној држави Калифорнија, САД. Један је од првобитних округа Калифорније који су формирани 1850. Име округа потиче од шпанских речи „Santa Cruz“, што значи Свети крст, а назван је по мисији Санта Круз.
Седиште округа и највећи град је Санта Круз. Површина округа је 1.572,5 km², од чега је 1.153,2 km² (73,33%) копно, а 419,4 km² (26,67%) вода. По површини, Округ Санта Круз је други најмањи округ у Калифорнији, мањи од њега је једино Сан Франциско. Округ се протеже у појасу широком око 16 km између северне обале залива Монтереј и планина Санта Круз.
Према попису из 2010. округ је имао 262.382 становника.
Иако га Пописни биро САД сврстава међу 11 округа Комбиноване статистичке области Заливске области Сан Франциска, Округ Санта Круз се не убраја у традиционалних 9 округа који чине Заливску област.

## Највећа насеља
| Град       | Бр. становника (2010) |  |
| ---------- | --------------------- |  |
| Санта Круз | 59.946                |  |
| Вотсонвил  | 51.199                |  |
| Лајв Оук   | 17.158                |  |
| Скотс Вали | 11.580                |  |
| Капитола   | 9.918                 |  |